# Ellis Ollarves
Ellis “Elly” Hely Domingo Ollarves Arias (né le 17 juillet 1981 à Caracas) est un athlète vénézuélien, spécialiste du sprint.
Il détient le record du Venezuela en 10 s 30, obtenu à San Felipe le 4 mai 2001 et le meilleur temps de 20 s 98 sur 200 m (2001).
Il a été finaliste aux Championnats du monde juniors à Santiago du Chili en 2000 (en 10 s 64), après avoir participé à ceux d'Annecy deux ans plus tôt.